# Margaret K. Thayer
Margaret Kathryn Thayer (* 14. Juni 1952 in Kalifornien) ist eine US-amerikanische Entomologin.

## Leben
Ab 1969 studierte Thayer Biologie an der Brown University in Providence, Rhode Island, wo sie 1973 den Bachelor of Science erlangte. 1980 setzte sie ihr Biologiestudium an der Harvard University fort, wo sie 1985 mit der Dissertation Revision of the austral genus Metacorneolabium and studies in the systematics and biogeography of omaliine Staphylinidae (Coleoptera) zum Ph.D. promoviert wurde. Von 1980 bis 1983 hatte sie ein Prä-Doktorats-Stipendium der National Science Foundation. Von 1976 bis 1980 war sie Assistenzkuratorin am Museum of Comparative Zoology der Harvard University. Von 2005 bis Dezember 2013 war sie wissenschaftliche Leiterin der entomologischen Abteilung des Field Museum of Natural History in Chicago. Sie bildete Studierende und Doktoranden in Entomologie, Systematik und Evolution aus und war als Sammlungsmanagerin für die Verwaltung und Pflege von 12 Millionen der 24 Millionen Insektenpräparate des Museums verantwortlich. Seit Dezember 2013 ist sie emeritierte Kuratorin und setzt ihre Forschungstätigkeit für das Museum fort. 
Seit Thayer in den von ihr sortierten entomologischen Proben zahlreiche Arten der Kurzflügler fand, gilt ihr Forschungsschwerpunkt dieser Familie. Mehr über diese Gruppe erfuhr sie von ihrem Mentor Alfred Francis Newton vom Field Museum of Natural History in Chicago. Thayer befasst sich mit der Unterfamilie Omaliinae und der globalen Artenvielfalt verwandter Unterfamilien. Ihre besondere Konzentration gilt jedoch der Verbreitung von Arten aus nearktischen oder südlichen gemäßigten Regionen. 
Thayer war an über 22 wissenschaftlichen Artikeln als Autorin oder Co-Autorin beteiligt. Darunter befinden sich mehrere zur Lösung nomenklatorischer Probleme sowie Beiträge zu Katalogen. Sie hat die Phylogenie und Biogeographie der Gattung Metacorneolabium, die Phylogenie, die Lebensräume und das Fressverhalten der Gattung Neophonus sowie den Sexualdimorphismus der Kurzflügler (Staphylinidae) überarbeitet und behandelt.
Thayer war Co-Autorin eines Katalogs der Familiengruppennamen und einer höheren Klassifikation der Staphylinoidea, einer Revision der Gattung Glypholoma sowie der Beschreibung der Unterfamilie Protopselaphinae, einschließlich einer Erörterung der phylogenetischen Verwandtschaft mit anderen Unterfamilien. Sie arbeitete an phylogenetischen und faunistischen Studien verschiedener Gruppen mit südlichen Verbreitungen, an einer Revision der generischen Klassifikation der Omaliinae und, in Zusammenarbeit mit anderen, an einem Leitfaden für die Gattungen der Kurzflügler aus Mexiko und Nordamerika sowie an einer Phylogenie der Kurzflügler basierend auf der Morphologie und DNA-Sequenzdaten. Bis 1998 hat sie als Autorin oder Co-Autorin 35 Arten und 2 Gattungen erstbeschrieben.